# Giorgio Giovanni Zuccato
Giorgio Giovanni Zuccato (in russo Егор Гаврилович Цукато?; Parenzo, 27 settembre 1761 – Gogoșu, 25 agosto 1810) è stato un generale italiano naturalizzato russo, al servizio dell'esercito imperiale russo durante le guerre napoleoniche, particolarmente distintosi agli ordini del generale Aleksandr Vasil'evič Suvorov durante le campagne in Italia e in Svizzera nel 1799. Nel giugno 1810 il conte Nikolaj Michajlovič Kamenskij gli affidò il compito di aiutare la rivolta antiturca in Serbia capeggiata da Karađorđe Petrovićm cosa che fece brillantemente a partire dal 5 giugno dello stesso anno, conquistando le ridotte di Dudu e di Brza Palanka, cinse d'assedio Kladovo e Prahovo, e conquistò Brza Palanka aprendo un corridoio di comunicazione diretta tra la Piccola Valacchia e la Serbia, e per questo fu insignito dell'Ordine di Sant'Anna di prima classe (14 luglio).

## Biografia
Nacque a Parenzo, allora parte integrante della Repubblica di Venezia, il 27 settembre 1761, all'interno di una famiglia appartenente alla nobiltà veneziana, figlio di Gabriele e Elisabetta Morelli. All'età di quattro anni fu affidato al fratello della madre, Carlo Morelli (1730-1792), consigliere capitanale delle riunite contee di Gorizia e Gradisca, e quindi suddito dell'imperatrice Maria Teresa d'Austria.
Nel 1772 Carlo Morelli fu incaricato di accompagnare due dei figli dei conti Coronini a Stoccarda, al fine di iscriverli alla Carlsschule, una accademia militare fondata due anni prima dal granduca Carl II Eugen duca del Württemberg. Nel viaggio portò con sé anche il nipote, pur non avendo intenzione di iscriverlo alla scuola, e si presentò con i tre giovani al duca che chiese espressamente al Morelli di iscrivere anche il nipote alla scuola militare. Il duca lo prese a ben volere conferendogli l'autorizzazione a fregiarsi del titolo di duca e nominandolo paggio di corte. Si distinse durante gli studi,, ottenendo numerosi premi, e venendo promosso tenente nel 1778. Il 1 marzo del 1783, al termine dell’Accademia, divenne tenente del Corpo dei cacciatori, e il 30 luglio 1787 tenente della guardia a piedi.
Con lo scoppio della guerra russo turca del 1787 egli decise di trasferirsi in Russia entrando l'anno successivo al servizio dell'imperatrice Caterina II con il grado di maggiore. Nel 1788, assegnato a uno dei più prestigiosi reggimenti dell'esercito imperiale russo, il reggimento di Čuguev, partecipò all'assedio di Očakov, dove fu decorato con l'Ordine di San Giorgio di IV classe. Combatté poi durante la guerra russo-svedese del 1788-1790, sotto il comando di Karl Heinrich di Nassau-Siegen, e dopo la presa di Bendery nel novembre 1789 egli fu spedito dal conte Potëmkin ad annunciarla all'Imperatore d'Austria Giuseppe II. Si distinse poi nella battaglia navale di Roggershalm (28 giugno 1790) al comando di una cannoniera flottante tanto che l'Imperatrice nel 1791 gli conferì una spada d'oro e la promozione a tenente colonnello, retrodatata al 1787, assegnandolo in servizio al 1º Reggimento fanteria di marina. Dopo la firma del trattato di Värälä fu trasferito alla corte personale del colonnello generale Simeone Zorič, a Šklov in Bielorussia, e li conobbe e sposò la nipote del generale, Aleksandra Petrovna Vojnova. La coppia ebbe quattro figli, Nikolaj Egorovič, Giorgio, Julija Egorovna e Aleksandra Egorovna.
Messo a riposo il 29 novembre 1792, fu trasferito al Reggimento medagliato dei granatieri a cavallo il 1 ottobre 1794, prendendo parte alla campagna di Polonia dove si distinse durante l'assalto nel sobborgo fortificato di Praga, a Varsavia, sito sulla riva destra della Vistola. Per questo fatto fu insignito dell'Ordine di San Vladimiro di quarta classe.
Nel settembre 1794, durante una missione diplomatica, presentò i suoi omaggi al re di Prussia Federico II, che dopo la presa del sobborgo di Praga arrivò ad insignirlo dell'Ordine Pour le Mérite.  Il 24 febbraio 1797 fu messo a riposo, rientrandovi l'8 marzo 1799 per seguire il corpo d'armata del generale Andrej Georgievič Rosenberg nel corso della campagna d'Italia lanciata del generale Aleksandr Vasil'evič Suvorov.  Dopo l'occupazione di Torino (5 maggio) fu trasferito al corpo d'armata del generale Pëtr Ivanovič Bagration distinguendosi nell'occupazione di Pinerolo, e poi prese parte alle battaglia della Trebbia (19 giugno). Nel mese di luglio fu incaricato da Suvorov di recarsi in Toscana e nei territori dello Stato della Chiesa per organizzare le milizie popolari e addestrarle all'uso della baionetta, nominalmente posto agli ordini del generale di cavalleria Wilhelm Derfelden. Il 16 luglio arrivò a Firenze, e il giorno dopo ad Acquapendente, dove trovò un buon numero di nobili, ecclesiastici e contadini armati organizzando una propria milizia. Sconfitta una formazione francese, il 25 luglio arrivò ad Arezzo, e due giorni dopo a Magione, dove la sua milizia arrivò ad inquadrare 6.200 volontari armati, tra cui 950 cavalleggeri. Il 18 luglio sconfisse nuovamente i francesi, e tre giorni dopo occupò Perugia. Cedette quindi il comando della milizia all'alfiere austriaco Carl Schneider barone von Arno. Svolto il compito Suvorov lo segnalò personalmente allo Zar Paolo I. Dopo la battaglia di Novi, e la successiva resa di Tortona, Suvorov trasferì l'armata in Svizzera per appoggiare le operazioni del generale Aleksandr Michajlovič Rimskij-Korsakov. In territorio elvetico si distinse durante la conquista del passo del Gottardo (24 settembre) e poi sui monti a ridosso del lago di Klöntal (1 ottobre). Il 30 ottobre dello stesso anno fu promosso maggior generale, saltando il grado di colonnello, con l'anzianità assegnatagli dal 26 novembre 1798.
Il 7 marzo 1800 viene di nuovo congedato, ma già l'8 di novembre è reintegrato in servizio attivo e e nominato assessore presso il Collegio della guerra, incarico che mantenne fino al 3 agosto 1808, quando è nuovamente richiamato in servizio attivo. Nel 1809, durante la nuova guerra russo-turca ottiene il comando di un distaccamento militare nella Piccola Valacchia, distinguendosi contro i turchi sotto Rassevat (il 4 settembre), l’8 gennaio 1810, venendo decorato con l'Ordine di San Giorgio di terza classe.
Nel giugno 1810 il conte Nikolaj Michajlovič Kamenskij gli affidò il compito di aiutare la rivolta antiturca in Serbia capeggiata da Karađorđe Petrović. Partito da Craiova il 5 giugno, attraversò il Danubio il 16 dello stesso mese ricongiungendosi con i serbi. Nei mesi successivi russi e serbi espugnano le ridotte di Dudu e di Brza Palanka, cinsero d’assedio Kladovo e Prahovo. In particolare, per la presa di Brza Palanka, estremamente importante, perché apriva un corridoio di comunicazione diretta tra la Piccola Valacchia e la Serbia, fu insignito dell'Ordine di Sant'Anna di prima classe (14 luglio). Il 20 luglio e il 2 agosto sconfisse nuovamente i turchi a Praov. 
Si spense improvvisamente a Gogoșu il 25 agosto 1810.

### Annotazioni
1. ↑  La coppia ebbe altri sette figli, e inoltre nella casa convivevano anche il fratello di Gabriele, Giovanni, sacerdote, e una cameriera.
2. ↑  Tra i suoi compagni di accademia Friedrich Schiller, Ferdinand Friedrich Pfeiffer (1759-1806), Johann Wilhelm Petersen (1758-1815) e Peter Conrad Masson.

### Fonti
1. ↑  Corti 2013, p. 2.
2. 1 2 3  Corti 2013, p. 9.
3. ↑  Corti 2013, p. 8.
4. ↑  Corti 2013, p. 10.
5. 1 2  Corti 2013, p. 11.
6. ↑  Corti 2013, p. 13.
7. ↑  Corti 2013, p. 6.
8. ↑  Corti 2013, p. 7.
9. ↑  Corti 2013, p. 5.
10. ↑  Corti 2013, p. 16.
11. ↑  Corti 2013, p. 18.
12. ↑  Corti 2013, p. 22.
13. ↑  Corti 2013, p. 26.
14. ↑  Corti 2013, p. 57.
15. ↑  Corti 2013, p. 24.
16. ↑  Corti 2013, p. 30.
17. ↑  Lehman 1913, p. 350.
18. ↑  Corti 2013, p. 33.
19. ↑  Corti 2013, p. 34.
20. ↑  Corti 2013, p. 35.
21. ↑  Corti 2013, p. 37.
22. 1 2  Corti 2013, p. 38.
23. 1 2 3  Corti 2013, p. 42.
24. 1 2  Corti 2013, p. 41.
25. ↑  Corti 2013, p. 43.
26. ↑  Corti 2013, p. 44.
27. 1 2 3  Corti 2013, p. 45.
28. ↑  Corti 2013, p. 49.
29. ↑  Corti 2013, p. 54.
30. 1 2 3 4  Corti 2013, p. 55.